# Ataenius illaetabilis
Ataenius illaetabilis är en skalbaggsart som beskrevs av Lea 1923. Ataenius illaetabilis ingår i släktet Ataenius och familjen Aphodiidae. Inga underarter finns listade.